# Діамантова ліга 2020 (стрибки у висоту)
У розіграші Діамантової ліги 2020 року відбулося 5 турнірів зі стрибків у висоту (чотири — у жінок, один — у чоловіків). У зв'язку з пандемією коронавірусної хвороби деякі етапи були відмінені, очки для загального заліку не нараховувалися.

## Монако
| Місце | Спортсменка                    | Результат |
| ----- | ------------------------------ | --------- |
| 1     | Ярослава Магучіх (UKR)         | 1.98 m    |
| 2     | Юлія Левченко (UKR)            | 1.98 m    |
| 3     | Дженелл Шепер (LCA)            | 1.88 m    |
| 4     | Мирела Демирева (BUL)          | 1.84 m    |
| 5     | Саломі Ланг (SUI)              | 1.84 m    |
| 6     | Катаріна Джонсон-Томпсон (GBR) | 1.84 m    |
| 7     | Еріка Фурлані (ITA)            | 1.84 m    |

## Стокгольм
| Місце | Спортсменка        | Країна     | Результат |
| ----- | ------------------ | ---------- | --------- |
| 1     | Ярослава Магучіх   | Україна    | 2.00 m    |
| 2     | Юлія Левченко      | Україна    | 1.98 m    |
| 3     | Нікола Мак-Дермотт | Австралія  | 1.93 m    |
|       | Дженелл Шепер      | Сент-Люсія |           |
|       | Мирела Демирева    | Болгарія   |           |
|       |                    |            |           |
|       |                    |            |           |
|       |                    |            |           |
|       |                    |            |           |

## Брюссель
| Місце | Спортсменка        | Країна    | Результат |
| ----- | ------------------ | --------- | --------- |
| 1     | Нікола Мак-Дермотт | Австралія | 1.91 m    |
| 2     |                    |           |           |
| 3     |                    |           |           |
|       |                    |           |           |
|       |                    |           |           |
|       |                    |           |           |
|       |                    |           |           |
|       |                    |           |           |

## Рим
| Місце | Спортсменка        | Країна     | Результат |
| ----- | ------------------ | ---------- | --------- |
| 1     | Юлія Левченко      | Україна    | 1.98 m    |
| 2     | Ярослава Магучіх   | Україна    | 1.95 m    |
| 3     | Нікола Мак-Дермотт | Австралія  | 1.95 m    |
| 4     | Еріка Кінсі        | Швеція     | 1.95 m    |
| 5     | Леверн Спенсер     | Сент-Люсія | 1.84 m    |
| 6     | Claire Orcel       | Бельгія    | 1.84 m    |
| 7     | Елена Валлортігара | Італія     | 1.80 m    |
|       | Дезіре Россіт      | Італія     | DNS       |

| Місце | Спортсмен           | Країна     | Результат |
| ----- | ------------------- | ---------- | --------- |
| 1     | Андрій Проценко     | Україна    | 2.30 m    |
| 2     | Джанмарко Тамбері   | Італія     | 2.27 m    |
| 3     | Стефано Соттіле     | Італія     | 2.18 m    |
| 4     | Адріюс Глебаускас   | Литва      | 2.18 m    |
| 5     | Олег Дорощук        | Україна    | 2.18 m    |
| 6     | Матуш Бубенік       | Словаччина | 2.18 m    |
| 7     | Сандро Томассіні    | Словенія   | 2.05 m    |
|       | Максим Недосеков    | Білорусь   | DNS       |
| -     | Норберт Кобельський | Польща     | DQ        |